# Valmozzola
Valmozzola is een gemeente in de Italiaanse provincie Parma (regio Emilia-Romagna) en telt 680 inwoners (31-12-2004). De oppervlakte bedraagt 67,7 km², de bevolkingsdichtheid is 10 inwoners per km².
De volgende frazioni maken deel uit van de gemeente: Vedi elenco.

## Demografie
Valmozzola telt ongeveer 337 huishoudens. Het aantal inwoners daalde in de periode 1991-2001 met 19,8% volgens cijfers uit de tienjaarlijkse volkstellingen van ISTAT.
| Jaar | Inwoneraantal |
| ---- | ------------- |
| 1991 | 844           |
| 2001 | 677           |

## Geografie
Valmozzola grenst aan de volgende gemeenten: Bardi, Berceto, Borgo Val di Taro, Solignano, Varsi.
Albareto · Bardi · Bedonia · Berceto · Bore · Borgo Val di Taro · Busseto · Calestano · Collecchio · Colorno · Compiano · Corniglio · Felino · Fidenza · Fontanellato · Fontevivo · Fornovo di Taro · Langhirano · Lesignano de' Bagni · Medesano · Mezzani · Monchio delle Corti · Montechiarugolo · Neviano degli Arduini · Noceto · Palanzano · Parma · Pellegrino Parmense · Polesine Parmense · Roccabianca · Sala Baganza · Salsomaggiore Terme · San Secondo Parmense · Sissa Trecasali · Solignano · Soragna · Sorbolo · Terenzo · Tizzano Val Parma · Tornolo · Torrile · Traversetolo · Valmozzola · Varano de' Melegari · Varsi · Zibello
1. ↑  https://demo.istat.it/?l=it.